# Brooklin (Ontario)
Pour les articles homonymes, voir Brooklin.
Brooklin est une communauté de la ville de Whitby, en Ontario, au Canada. Elle se situe au nord de Whitby, à la jonction sud des autoroutes 12 et 7 de l'Ontario.

## Histoire
Il y a une vingtaine d'années[Quand ?], Brooklin se trouve en zone rurale. Elle fait maintenant partie de la zone urbaine de Whitby, où la croissance démographique et le développement des infrastructures sont importants[réf. souhaitée]. Brooklin est entourée de collines à son nord et à son ouest. Les collines et les forêts qui dominent le nord font partie du versant sud de la Moraine d'Oak Ridges. Brooklin est également située dans le bassin versant du ruisseau Lynde qui conserve de 19 à 26 % de son couvert forestier. La population ne cessé de croître depuis le début des années 1990, avec l'ajout de milliers de maisons[réf. nécessaire] autour du cœur de Brooklin.